# Druga Slovenska Nogometna Liga 2015/16
Die Druga Slovenska Nogometna Liga 2015/16 war die 25. Spielzeit der zweithöchsten slowenischen Spielklasse im Männerfußball. Sie begann am 9. August 2015 und endete am 22. Mai 2016.

## Modus
Die 10 Mannschaften spielten jeweils dreimal gegeneinander. Der Meister stieg direkt auf, der Zweitplatzierte konnte über die Relegation in die ersten Liga aufsteigen. Die letzten zwei Vereine stiegen ab.

## Vereine
| Verein             | Stadt     |
| ------------------ | --------- |
| NK Ankaran         | Ankaran   |
| NK Roltek Dob      | Dob       |
| NK Aluminij        | Kidričevo |
| NK Triglav Kranj   | Kranj     |
| NK Zarica Kranj    | Kranj     |
| NK Kalcer Radomlje | Radomlje  |
| NK Drava Ptuj      | Ptuj      |
| NK Šenčur          | Šenčur    |
| NK TKK Tolmin      | Tolmin    |
| NK Farmtech Veržej | Veržej    |

## Abschlusstabelle
| Pl. | Verein                 | Sp. | S  | U | N  | Tore    | Diff. | Punkte |
| --- | ---------------------- | --- | -- | - | -- | ------- | ----- | ------ |
| 1.  | NK Kalcer Radomlje (A) | 27  | 16 | 7 | 4  | 051:240 | +27   | 55     |
| 2.  | NK Aluminij            | 27  | 14 | 8 | 5  | 061:290 | +32   | 50     |
| 3.  | NK Drava Ptuj (N)      | 27  | 13 | 7 | 7  | 043:420 | +1    | 46     |
| 4.  | NK Triglav Kranj       | 27  | 12 | 8 | 7  | 043:250 | +18   | 44     |
| 5.  | NK Roltek Dob          | 27  | 9  | 5 | 13 | 042:440 | −2    | 32     |
| 6.  | NK Farmtech Veržej     | 27  | 8  | 8 | 11 | 041:540 | −13   | 32     |
| 7.  | NK Zarica Kranj (N)    | 27  | 8  | 7 | 12 | 027:460 | −19   | 31     |
| 8.  | NK Ankaran             | 27  | 8  | 7 | 12 | 033:450 | −12   | 31     |
| 9.  | NK TKK Tolmin          | 27  | 6  | 8 | 13 | 036:430 | −7    | 26     |
| 10. | NK Šenčur              | 27  | 5  | 7 | 15 | 038:630 | −25   | 22     |

Platzierungskriterien: 1. Punkte – 2. Direkter Vergleich (Punkte, Tordifferenz, geschossene Tore) – 3. Tordifferenz – 4. geschossene Tore

| (A) – Absteiger aus der Slovenska Nogometna Liga 2014/15 |
| (N) – Neuaufsteiger aus der Tretja Nogometna Liga        |

## Relegation
Der Neunte der ersten Liga spielte gegen den Zweiten der zweiten Liga um die Qualifikation für die Slovenska Nogometna Liga 2016/17. Die Spiele fanden am 29. Mai und 2. Juni 2016 statt.
|          | Gesamt |             | Hinspiel | Rückspiel |
| -------- | ------ | ----------- | -------- | --------- |
| NK Zavrč | 4:3    | NK Aluminij | 3:2      | 1:1       |

Der NK Aluminij stieg trotz verlorener Relegation auf, da der Gegner NK Zavrč keine Lizenz für die erste Liga erhielt.